# Mischoserphus arcuator
Mischoserphus arcuator är en stekelart som först beskrevs av Stelfox 1950.  Mischoserphus arcuator ingår i släktet Mischoserphus, och familjen svartsteklar. Arten är reproducerande i Sverige.